# Hailey Swirbul
Hailey Swirbul (* 10. Juli 1998 in Grand Junction, Colorado) ist eine US-amerikanische Skilangläuferin.

## Werdegang
Swirbul startete im Februar 2013 in Aspen erstmals bei der US Super Tour und belegte dabei den vierten Platz über 5 km klassisch. Bei den Nordischen Junioren-Skiweltmeisterschaften 2015 in Almaty kam sie auf den 40. Platz im Sprint, auf den 35. Rang im Skiathlon und auf den achten Platz mit der Staffel. Bei den Nordischen Junioren-Skiweltmeisterschaften Anfang Februar 2017 in Soldier Hollow gewann sie die Bronzemedaille mit der Staffel. Zudem errang sie dort den 31. Platz über 5 km Freistil und den 24. Platz im Skiathlon. Im folgenden Jahr holte sie bei den Nordischen Junioren-Skiweltmeisterschaften in Goms die Bronzemedaille im Skiathlon und die Silbermedaille über 5 km klassisch. Mit der Staffel wurde sie dort Achte. In der Saison 2018/19 erreichte sie mit acht Top-Zehn-Platzierungen, den neunten Platz in der Gesamtwertung der US Super Tour. Im Januar 2019 nahm sie in Dresden erstmals am Weltcup teil und lief dabei auf den 41. Platz im Sprint. Bei den U23-Weltmeisterschaften 2019 in Lahti kam sie auf den 26. Platz über 10 km Freistil, auf den 24. Rang im Sprint und auf den zehnten Platz im 10-km-Massenstartrennen. Beim Alpencup im März 2019 in Le Brassus belegte sie den dritten Platz über 10 km Freistil und den zweiten Rang in der Verfolgung und in Oberwiesenthal den dritten Platz in der Verfolgung. Nach Platz 54 beim Ruka Triple zu Beginn der Saison 2019/20, holte sie in Davos mit dem 30. Platz im Sprint und den 21. Rang über 10 km Freistil ihre ersten Weltcuppunkte. Anfang Januar 2020 wurde sie in Houghton US-amerikanische Meisterin im Sprint und über 20 km klassisch. Ihre besten Platzierungen bei den U23-Weltmeisterschaften 2020 in Oberwiesenthal waren der siebte Platz über 10 km klassisch und der fünfte Rang mit der Staffel.
In der Saison 2020/21 belegte Swirbul den 32. Platz beim Ruka Triple und den 18. Rang bei der Tour de Ski 2021 und erreichte damit den 23. Platz im Gesamtweltcup und den 21. Rang im Distanzweltcup. Beim Saisonhöhepunkt, den Nordischen Skiweltmeisterschaften 2021 in Oberstdorf, lief sie auf den 37. Platz im Skiathlon, auf den 26. Rang im 30-km-Massenstartrennen und auf den vierten Platz mit der Staffel. Im folgenden Jahr kam sie bei den Olympischen Winterspielen in Peking auf den 40. Platz im Skiathlon, auf den 32. Rang über 10 km klassisch und auf den sechsten Platz mit der Staffel.

## Siege bei Continental-Cup-Rennen
| Nr. | Datum             | Ort        | Disziplin                     | Serie                        |
| --- | ----------------- | ---------- | ----------------------------- | ---------------------------- |
| 1.  | 2. Januar 2020    | Houghton   | Sprint Freistil 1             | US Super Tour                |
| 2.  | 5. Januar 2020    | Houghton   | 20 km klassisch Massenstart 1 | US Super Tour                |
| 3.  | 7. Januar 2020    | Houghton   | Sprint klassisch 1            | US Super Tour                |
| 4.  | 30. November 2022 | Vernon     | Sprint klassisch              | US Super Tour und Nor-Am-Cup |
| 5.  | 3. Dezember 2022  | Vernon     | Sprint Freistil               | US Super Tour und Nor-Am-Cup |
| 6.  | 4. Dezember 2022  | Vernon     | 10 km klassisch               | US Super Tour und Nor-Am-Cup |
| 7.  | 8. Dezember 2022  | Sun Valley | 15 km klassisch Massenstart   | US Super Tour                |
| 8.  | 2. Januar 2023    | Houghton   | 10 km Freistil 1              | US Super Tour                |
| 9.  | 4. Januar 2023    | Houghton   | Sprint klassisch 1            | US Super Tour                |
| 10. | 6. Januar 2023    | Houghton   | 20 km klassisch Massenstart 1 | US Super Tour                |
| 11. | 7. Januar 2023    | Houghton   | Sprint Freistil               | US Super Tour                |

## Teilnahmen an Weltmeisterschaften und Olympischen Winterspielen

### Olympische Spiele
- 2022 Peking: 6. Platz Staffel, 32. Platz 10 km klassisch, 40. Platz 15 km Skiathlon

### Nordische Skiweltmeisterschaften
- 2021 Oberstdorf: 4. Platz Staffel, 26. Platz 30 km klassisch Massenstart, 37. Platz 15 km Skiathlon
- 2023 Planica: 5. Platz Staffel, 18. Platz 30 km klassisch Massenstart, 26. Platz 15 km Skiathlon, 33. Platz Sprint klassisch

## Platzierungen im Weltcup

### Weltcup-Statistik
Die Tabelle zeigt die erreichten Platzierungen im Einzelnen.
- 1.–3. Platz: Anzahl der Podiumsplatzierungen
- Top 10: Anzahl der Platzierungen unter den ersten zehn
- Punkteränge: Anzahl der Platzierungen innerhalb der Punkteränge
- Starts: Anzahl gelaufener Rennen in der jeweiligen Disziplin
- Hinweis: Bei den Distanzrennen erfolgt die Einordnung gemäß FIS.

| Platzierung               | Distanzrennen a | Distanzrennen a | Distanzrennen a | Distanzrennen a | Distanzrennen a | Skiathlon Verfolgung | Sprint | Etappen- rennen b | Gesamt | Team   | Team    |
| Platzierung               | ≤ 5 km          | ≤ 10 km         | ≤ 15 km         | ≤ 30 km         | > 30 km         | Skiathlon Verfolgung | Sprint | Etappen- rennen b | Gesamt | Sprint | Staffel |
| ------------------------- | --------------- | --------------- | --------------- | --------------- | --------------- | -------------------- | ------ | ----------------- | ------ | ------ | ------- |
| 1. Platz                  |                 |                 |                 |                 |                 |                      |        |                   |        |        |         |
| 2. Platz                  |                 |                 |                 |                 |                 |                      |        |                   |        |        |         |
| 3. Platz                  |                 | 1               |                 |                 |                 |                      |        |                   | 1      |        | 1       |
| Top 10                    |                 | 2               |                 |                 |                 |                      |        |                   | 2      |        | 2       |
| Punkteränge               |                 | 13              |                 | 3               | 1               | 5                    | 16     | 1                 | 39     | 2      | 4       |
| Starts                    |                 | 20              |                 | 3               | 1               | 8                    | 23     | 4                 | 59     | 2      | 4       |
| Stand: Saisonende 2022/23 |                 |                 |                 |                 |                 |                      |        |                   |        |        |         |

### Weltcup-Gesamtplatzierungen
| Saison  | Gesamt | Gesamt | Distanz | Distanz | Sprint | Sprint |
| Saison  | Punkte | Platz  | Punkte  | Platz   | Punkte | Platz  |
| ------- | ------ | ------ | ------- | ------- | ------ | ------ |
| 2019/20 | 24     | 77.    | 17      | 59.     | 7      | 75.    |
| 2020/21 | 268    | 23.    | 161     | 21.     | 55     | 30.    |
| 2021/22 | 109    | 44.    | 77      | 29.     | 32     | 44.    |
| 2022/23 | 327    | 51.    | 194     | 44.     | 133    | 46.    |